# Курон, Клаус
Клаус Ку́рон (нем. Klaus Kuron; род. 1936, Рекклингхаузен) — бывший сотрудник Федеральной службы защиты конституции Германии, работавший в контрразведке против ГДР. Одновременно являлся с октября 1981 года агентом внешней разведки Министерства государственной безопасности ГДР под псевдонимом «Бергер». В 1992 году был приговорён судом к 12 годам лишения свободы.

## Биография
Курон поступил на работу в Федеральную службу защиты конституции в 1962 года, был принят на государственную службу в 1967 году. Первоначально ему была поручена контрразведывательная деятельность в соответствующем отделе, при этом он на постоянной основе работал с базой разведданных NADIS.
Курон вступил в контакт с Главным управлением разведки МГБ ГДР и лично встречался с его руководителем Маркусом Вольфом в Дрездене. Он согласился предоставлять ГДР информацию при условии, что это не повлечёт никаких последствий для связанных с ней лиц. Выплаченное Курону вознаграждение составило почти 700 тыс. немецких марок. В августе 1985 года в ГДР бежал начальник Курона Хансйоахим Тидге, и источником поступивших от Курона сведений был назван он, что позволило произвести аресты нескольких лиц. После объединения Германии старший советник правительства Курон сдался властям в одном из отелей под Брауншвейгом в октябре 1990 года и был арестован 8 октября 1990 года. 7 февраля 1992 года верховный земельный суд в Дюссельдорфе признал Курона виновным в государственной измене и коррупции и назначил ему наказание в виде лишения свободы сроком на 12 лет и конфискации денежных средств на сумму 692 тыс. немецких марок. Отбыв две трети назначенного срока наказания, Курон вышел на свободу в 1998 году.